# Heinrich Davideit
Johann Heinrich Davideit (* 22. September 1833 in Memel; † 21. Juni 1894 in München) war ein deutscher Theaterschauspieler, Komiker und Sänger (Bariton).

## Leben
Davideit, Sohn eines Kaufmannes, gleichfalls zum Kaufmann bestimmt, ging im Jahr 1852 gegen den Willen seiner Eltern zur Bühne über und musste den ganzen Jammer umherziehender Künstler bei erbärmlichem Einkommen Jahre lang durchmachen. Er spielte als erster Held und Liebhaber, sowie als Bariton in Wesel, Iserlohn, Hagen und in Bad Oeynhausen. Nach seiner Heirat im Sommer 1857 mit Bertha Lutze, einer jungen verwitweten Direktorin, bei der er eine Zeit lang engagiert war, ging er für den Winter von 1860 bis 1861 mit seiner Frau an das Aktientheater nach St. Gallen und dann nach Glarus, von wo ihn der Brand des dortigen Theaters vertrieb.
Er kam nach München und wurde am Hoftheater als zweiter Liebhaber nur gegen Spielhonorar beschäftigt. Am 1. Oktober 1862 wurde er fest engagiert und fing bald darauf an, sich dem seiner Begabung am meisten zusagenden komischen Rollenfach zuzuwenden. Er zeichnete sich durch naturwüchsige Gestaltungskraft aus und zählte lange Jahre hindurch zu den beliebtesten Mitglieder der Münchener Bühne.
Seine Darstellung komischer Charaktere, namentlich in Shakespeares Lustspielen, z. B. des „Zettels“ im Sommernachtstraum, konnte als mustergültig angesehen werden. Auch war er ein vortrefflicher „Kapuziner“ in Wallensteins Lager. Bis zu seinem Ende in seinem Berufe tätig, starb er zu München am 21. Juni 1894.